# 金井昭雄
金井 昭雄（かない あきお 1942年〈昭和17年〉10月9日 - ）は、日本の実業家、眼鏡技術者。
富士メガネ会長・社長兼任、日本眼鏡技術者協会副会長、ワールドオプチカルフェア理事、アジア太平洋オプトメトリー会議理事。カリフォルニア州オプトメトリスト（O.D.）。父は富士メガネ創業者の金井武雄。樺太豊原市生まれ。

## 略歴
樺太豊原市生まれ。終戦時に北海道に引き上げる。北海道札幌南高等学校を経て、早稲田大学商学部卒業。
1966年、アメリカ留学。留学中に視力と視機能補正を学び、授業内容を全てテープに録音し帰宅後も書き写すなどし過酷な留学生活を送る。
1972年、サザン・カリフォルニア・カレッジ・オブ・オプトメトリー（Southern California College of Optometry）より博士号取得。カリフォルニア州のオプトメトリー営業ライセンス所得。日本人初のオプトメトリストとして卒業後は実務経験を積むべく地元の眼科医院に勤務する一方、アリゾナ州の先住民族への視力検査支援といったボランティア活動も行った。
1973年、日本に帰国し、富士メガネ入社。検査室の個室化や店舗改装・販促活動などに取り組む。1976年に同社大手町ビル店店長に就任しオプトメトリストの資格を活かし外国人の来客を向上させる。1980年、富士メガネ専務。1983年からはアメリカのオプトメトリストによるタイ難民キャンプ支援に触発され、「海援隊」になぞらえた「視援隊」の愛称でタイのインドシナ難民キャンプを皮切りに海外難民支援事業を開始。
1995年から1997年までWorld Council of Optometry理事。1996年、富士メガネ社長、日本眼鏡技術者協会に入会。2001年、WOF入会。2003年4月、アジア太平洋オプトメトリー会議）APCO入会。2006年4月、社長退任、富士メガネ会長に就任。
2006年10月2日、1983年から行ってきた難民へのメガネ寄贈活動が評価され、国連難民高等弁務官から「ナンセン難民賞」を日本人初受賞。
2007年4月、富士メガネ会長・社長を兼任。

## 栄典
- 1983年 - 国連難民高等弁務官事務所ナンセン難民賞
- 2009年4月 - 緑綬褒章受章
- 2012年 - 渋沢栄一賞受賞